# Ulica Mostowa w Warszawie

Zygmunt Vogel, Widok wieży Marszałkowskiej i szpitala Świętego Łazarza, 1785

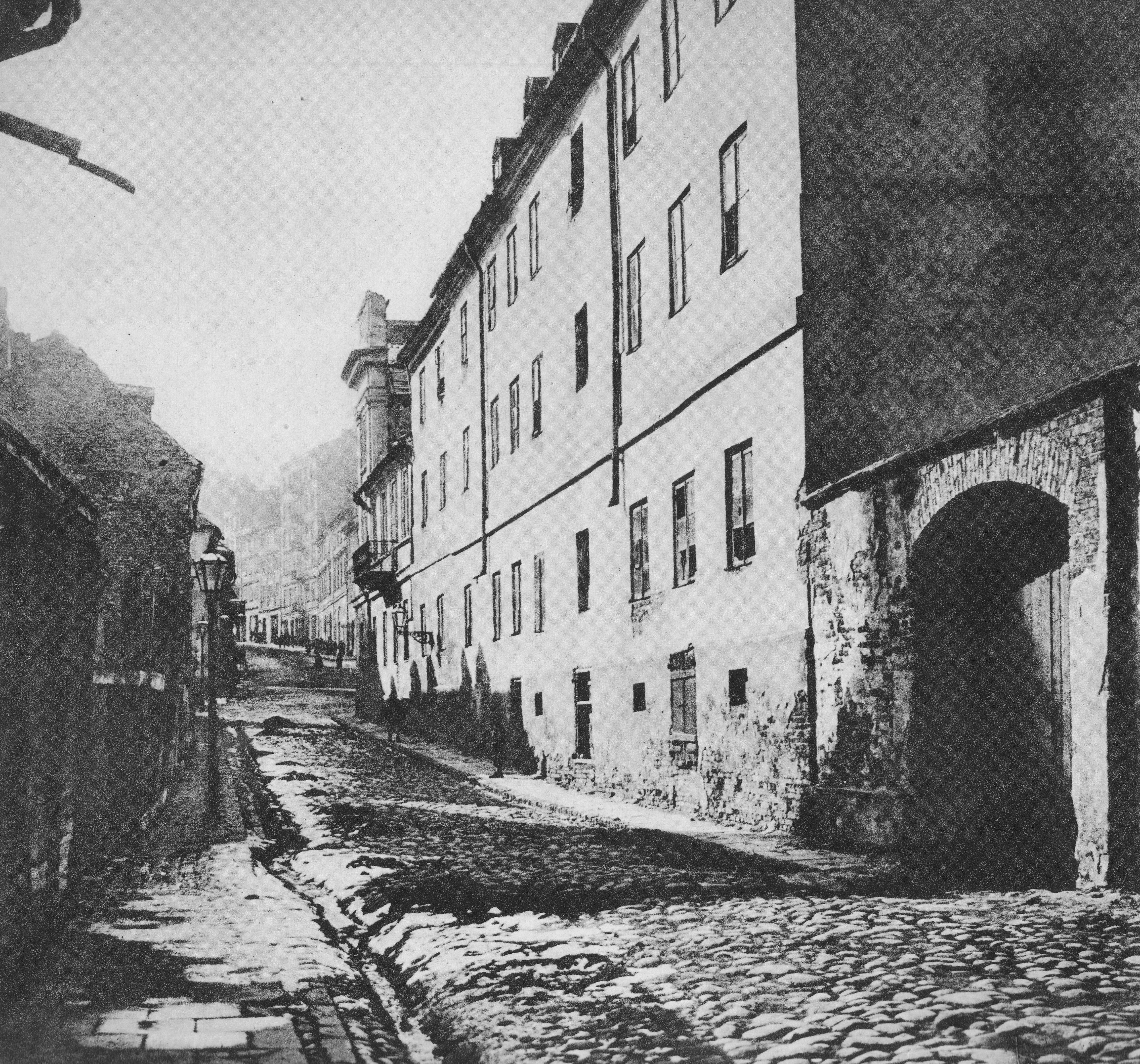
Ulica Mostowa w okresie międzywojennym

Ulica Mostowa – ulica warszawskiego Nowego Miasta, biegnąca od ul. Boleść i ul. Brzozowej do ul. Nowomiejskiej i ul. Freta.

## Historia
Znana już w średniowieczu ulica pierwotnie była drogą wiodącą do przeprawy i przystani na Wiśle. W XVI stuleciu zwana Waliszewem lub ulicą Przewoźną . Obecna nazwa pochodzi od mostu Zygmunta Augusta .
W 1376 książę Janusz I Starszy wydał pierwszy znany przywilej dla Starej Warszawy; dotyczył on wybudowania i urządzenia w pobliżu mostu nad potokiem (spływającym parowem późniejszej ul. Mostowej) łaźni publicznej. Po otoczeniu Starej Warszawy murami obronnymi ulica stała się drogą podmurną; na przełomie XV i XVI wieku jej południową stronę zajmował mur obronny wraz z fosą. Po przeciwnej stronie stały wówczas bardzo skromne, drewniane domy, zamieszkane przez ubogą ludność.
Przełom w dziejach ulicy nastąpił po rozpoczęciu w roku 1568 – z fundacji Zygmunta Augusta – budowy stałego mostu na Wiśle, zwanego mostem Zygmunta Augusta. Budowę drewnianego mostu ukończono już po śmierci króla, w roku 1573, dzięki zabiegom Anny Jagiellonki. W latach 1581–1582 z fundacji Anny Jagiellonki wzniesiono przy moście murowaną strażniczą wieżę bramną – Bramę Mostową. Dzięki istnieniu mostu ulica Mostowa otrzymała (poza nazwą) częściowo brukowaną nawierzchnię, ułożoną w roku 1595.
Drewniany most Zygmunta Augusta przetrwał 30 lat, do roku 1603, kiedy to został zniesiony przez krę; ulica Mostowa wówczas na powrót stała się dojazdem do zwykłej przeprawy na Wiśle.
Pod koniec XVI wieku Bractwo Miłosierdzia założone w roku 1584 przez Piotra Skargę otworzyło przy Mostowej szpital św. Łazarza dla ubogiej, okolicznej ludności. Zabudowania, pierwotnie drewniane i zastąpione około roku 1621 murowanymi, kilkakrotnie powiększano i nadbudowano do wysokości dwóch pięter; w latach 1671–1675 zespół uzupełniono o budynek mieszczący kaplicę, i w roku 1677 – niewielki cmentarz mieszczący się przy ul. Brzozowej.
Pozostałą zabudowę Mostowej stanowiły domy drewniane oraz wzniesiony już przed rokiem 1655 bardzo mały, ale pierwszy przy tej ulicy dom murowany, należący do Jakuba Graszowskiego. 7 maja 1656 cała zabudowa ulicy została na rozkaz feldmarszałka Arvida Wittenberga spalona przez Szwedów, przetrwał jedynie dom nr 18 oraz zabudowania szpitala. Po tym wydarzeniu w dziesięć lat odbudowano jeden dworek i 10 drewnianych domów. Poważne zmiany w zabudowie ulicy pojawiły się dopiero po roku 1730; do roku 1743 powstało przy ulicy 16 murowanych domów i kamieniczek; mieszkańcami Mostowej byli przeważnie rzemieślnicy. W związku z istnieniem przystani na Wiśle przy ulicy funkcjonowały liczne karczmy, szynki i garkuchnie.
W roku 1761 ulica otrzymała na znacznym odcinku nowy bruk, zaś cztery lata później, w roku 1765, powstał w kompleksie Szpitala św. Łazarza nowy budynek mieszczący infirmerię dla chorych. Dawna Brama Mostowa mieszcząca w międzyczasie prochownię, w latach 1767–1771 została przebudowana na więzienie marszałkowskie według projektu Jakuba Fontany. Nowa klasycystyczna fasada gmachu zamknęła perspektywę ulicy.
W roku 1770 przy ulicy znajdowało się już 10 kamienic; prawie 10 lat później, w roku 1779, otwarto przejazd na ulicę Starą. Ruch odbywał się przez zamykaną na noc bramę kamienicy numer 16, należącej do dominikanów z ulicy Freta. W roku 1785 wzniesiono kamienicę „Pod Świętym Florianem” według projektu Szymona Bogumiła Zuga; wyróżniała się ona wybitnym opracowaniem bogatego, wczesnoklasycystycznego wystroju.
Po upadku Rzeczypospolitej w budownictwie zapanował marazm; kolejne realizacje przyniosły dopiero czasy konstytucyjnego Królestwa Kongresowego. W latach 1815–1830 przy ulicy Mostowej powstało kilka kamienic, w tym projektowana przez Fryderyka Alberta Lessla kamienica Hieronima Grabowskiego pod nrem 23 oraz najciekawsza realizacja z tego okresu: kamienica Karoliny i Wincentego Moritzów pod nrem 27.
Rok 1832 przyniósł wielką zmianę, jaką była wyprowadzka Szpitala św. Łazarza; po 240 latach działalności w jednym miejscu w świadomości ówczesnych mieszkańców był instytucją istniejącą tu „od zawsze”. Dawna kamienica szpitalna stała się kamienicą mieszczańską, zaś Szpital św. Łazarza kontynuował swą działalność przy ulicy Brackiej.
W następnych dziesięcioleciach powstała jeszcze jedna kamienica, jedną też przebudowano. Dopiero około roku 1870 u zbiegu z ulicą Rybaki ostatnie drewniane domostwa przy Mostowej zastąpiono trzypiętrową kamienicą. Po tym czasie ulica podupadła: zabudowę nadmiernie dogęszczono oficynami, istniejące kamienice nadbudowywano o kolejne kondygnacje, przy okazji wprowadzając tandetne, gipsowe dekoracje całych fasad.
Jak wszędzie na Nowym i Starym Mieście długo nie remontowane kamienice miały niski standard, zaś ich mieszkańcami była uboga, głównie żydowska ludność, parająca się rzemiosłem lub handlem. Ulicę zamieszkiwali także licznie zawodowi złodzieje, sutenerzy oraz prostytutki.
W roku 1910 przebito burząc dwie kamieniczki wylot ulicy Starej; jednak działaniom niszczącym zabytkowy charakter ulicy sprzeciwiało się utworzone w roku 1906 Towarzystwa Opieki nad Zabytkami Przeszłości. Dzięki jego działaniom już wtedy wpisano do rejestru zabytków kamienice pod numerami 16, 27 i 28; nadbudowy musiały być konsultowane z konserwatorem zabytków, który zawsze zalecał cofnięcie nadbudowanej kondygnacji. W ten sposób podwyższono kamienice nr 20 i 23, jednak nawet pomimo takich działań Mostowa była ulicą bardzo zaniedbaną, słabo oświetloną i uchodziła za niebezpieczną po zapadnięciu zmroku. Rok 1939 (kampania wrześniowa) nie przyniósł zniszczeń zabudowy.
18 marca 1943 w zasadzce zorganizowanej na ulicy Mostowej Gestapo ujęło lewicowych działaczy PPR: Hankę Sawicką i Jana Strzeszewskiego, a Tadeusz Olszewski zginął na miejscu. W 1952 pod nrem 2 wmurowano tablicę upamiętniającą to wydarzenie.
W 1944 wszystkie budynki znajdujące się przy ulicy zostały spalone. W czasie powstania warszawskiego była tu tzw. reduta „Mostowa”, której bronił batalion „Dzik”, od 7 sierpnia 1944 batalion im. Czwartaków, natomiast 14 sierpnia, w czasie silnego niemieckiego ataku z pomocą przybyła 104 Kompania Syndykalistów.
Mimo dobrego zachowania murów i dekoracji kilku kamienic zbyt późno podjęta odbudowa – w roku 1951 – musiała wiązać się z rozbiórką niezabezpieczonych przez kilka lat domów, narażonych na działanie czynników zewnętrznych. Kładąc nacisk na ekspozycję rekonstruowanych wtedy murów obronnych rozebrano wszystkie relikty dawnej zabudowy, w tym relikty dawnego Szpitala św. Łazarza.
Zabudowie sztucznie narzucono rytm „schodków” odpowiadających spadkowi ulicy; nierzadko zmieniono też w tym celu liczbę kondygnacji. Wszystkie obiekty odbiegają w znacznym stopniu od pierwowzorów, przy czym w ich wyglądzie doszukać można się inspiracji estetyką XVIII wieku. Części pierzei nieparzystej nie odbudowano w ogóle: aby otworzyć widok na mury obronne Starej Warszawy w kilku miejscach stworzono luki w zabudowie pierzei.

## Ważniejsze obiekty
- Brama Mostowa
- Mury obronne